# Delftia
Delftia es un género de bacterias gramnegativas de la familia Comamonadaceae. Fue descrito en el año 1999. Su etimología hace referencia a la ciudad de Delft, Holanda. Son bacterias aerobias y móviles. Catalasa y oxidasa positivas.
Actualmente contiene 6 especies. Todas se encuentran distribuidas en el ambiente, tanto en suelos como aguas, y algunas pueden ser causa de infección. D. acidovorans y D. tsuruhatensis son las especies que más se asocian a infecciones humanas, aunque son poco frecuentes.[cita requerida] La mayoría de especies se pueden encontrar en la rizosfera de plantas, y muchas tienen posibles aplicaciones en la biorremediación.[cita requerida]